# 股旅 (映画)
『股旅』（またたび）は、1973年4月7日に公開された市川崑監督の日本映画。併映は『パリの空の詩』。
19世紀初頭の日本の田舎を舞台にしている。

## 製作
当時、「一千万円映画」という低予算をキャッチコピーに、映画監督の大島渚や篠田正浩の作品を次々と発表していたATGに、監督を担当した市川崑が企画した。ATG側は快諾したものの、資金は折半ということになり、総製作費1200万円の内、半分は市川がプロダクションを作って捻出することとなった。市川は資金と本作用のノウハウを獲得するため、元電通社員で、東京オリンピックの広報プロデューサーでもあったイベントプロデューサーの小谷正一の仲介もあって、笹沢左保を原作にテレビドラマ『木枯し紋次郎』を企画、仲介する小谷から直命を受けた電通ラ・テ局のプロデューサーだった松岡洋一が交渉したところ、反社モノに各局が難色を示す中、唯一、フジテレビが承諾してドラマ化が実現する。『木枯し紋次郎』は大ヒットし、市川は自己負担額の製作資金600万円を手に入れるが、製作を進めると撮影用フィルムの不足分など、新たに300万円ほど必要となったため、急遽、黄桜酒造とタイアップして場を凌いだ。
キャスティングは、市川の知人であるテレビディレクターの推薦で小倉一郎が起用され、市川の妻で元脚本家だった和田夏十が尾藤イサオを推薦し、その尾藤の推薦で萩原健一が起用された。当時、萩原はナベプロ所属で、出演料を巡って揉めたが、最終的に萩原が出演料を度外視しても出たいと押し通し、出演することになった。撮影は予算的事情からオールロケでとなり、11月の末頃から24日間ほどかけて、股旅映画の題材となる事が多かった長野県の山間にある、過疎地で空き家となった農村集落とその周辺で行われた。スタッフは、撮影用の家屋の残されていた電球や洗濯機を撤去し、ガラス戸を全て障子に張り替え、そこで自炊をしながら寝泊まりをしたが、監督の市川と俳優陣は、近所の格安だった民宿に泊まって、撮影の日々を過ごした。また音楽に関しても、予算の制約上、市川が関わっており、既存の太鼓音源に、録音担当の大橋鉄也が大正琴の音色を加えるなどして編曲している。
市川は「色々と苦労したけど、素朴な製作プロセスの中で、僕自身も若返ったというか、映画作りの原点に帰ったような気がした。精神面と肉体労働が、うまい具合にミックスしたやりかたでしたね」と後年に述懐している。

## スタッフ
- 監督 - 市川崑[1]
- 脚本 - 谷川俊太郎、市川崑[1]
- 製作 - 葛井欣士郎、富沢幸男、大岡弘光[1]
- 撮影 - 小林節雄[1]
- 美術 - 西岡善信、加門良一[1]
- 音楽 - 久里子亭[1]、浅見幸雄[2]
- 録音 - 大橋鉄矢[1]
- 照明 - 塩野昌弘[1]
- 編集 - 平野三郎兵衛[1]、長田千鶴子[2]
- 助監督 - 安室修[1]、永井正夫、富永昭憲
- 殺陣 - 美山普八
- 衣装考証 - 上野芳生
- 協力 - 黄桜酒造
- 参加 - 映像京都、日本大学芸術学部映画学科
- 記録 - 土屋テル子
- 製作主任 - 藤田光男
- 音響効果 - 東洋音響
- スチール - 小泉堯史
- 録音 - アオイスタジオ
- 現像 - 東洋現像所

## キャスト
- 萩原健一 - 黙太郎[1]
- 小倉一郎 - 源太[1]
- 尾藤イサオ - 信太[1]
- 井上れい子 - お汲[1]
- 常田富士男 - 仁義を受ける子分[1]
- 夏木章 - 石津の重蔵[1]
- 伊藤修一[3] - 半鬢半山刺にされる男[7]
- 吉田精一[3] - 仁義を拒否する無宿人[7]
- 加藤嘉 - 百姓又作[2]
- 神太郎[1] - 又作の息子・平右衛門[7]
- 大宮敏充 - 半稼師の安吉[1]
- 二見忠男 - 番亀[1]
- 野村昭子 - おはる[1]
- 和田文夫 - 壺振り[1]
- 加茂雅幹 - 百姓[2]
- 吉田友紀 - 源太の弟余助[2]
- 坂本長利 - 旅籠の亭主[1]
- 美山晋八 - 野手の半兵衛[1]
- 黛康太郎 - 半兵衛の子分[2]
- 戸田皓久 - ナレーター[2]
- 加藤健一、吉川信興、岡本葉子、山口暁、布田康博 - 役名不明

## 受賞歴
- 1973年度 第47回キネマ旬報 日本映画ベスト・テン4位 『股旅』（市川崑監督）[8]
- 文化庁優秀映画選出
- 第1回カンヌ国際映画祭ポスター・コンクール・グランプリ
- ロンドン映画祭出品